# 阿尼律陀
阿律樓陀（羅馬化：Aniruddha，直译：巴利语Anuruddha），又譯為阿那律，阿那律陀，阿泥盧豆，阿㝹樓駄，阿泥㝹豆，阿樓駄，阿㝹駄，阿泥㝹豆，阿泥噜多、阿泥律陀，意譯為無滅、如意、無障、無貪、隨順義人、不爭有無、無滅如意、如意無貪。

## 早期生活
釋迦牟尼佛的十大弟子之一。父是迦毗羅衛城淨飯王的兄弟無界飯王（Amitodana），因此為佛之從弟，與摩訶男是兄弟。阿律樓陀生於武士階級, 受武士階級的教育。佛陀在證覺二年後，回到迦毗羅衛城說法，渡了柏迪雅（Bhaddiya）、阿難、提婆達多及侍從優婆離。他們在隨愛芒果林出家。

## 出家生活
《增壹阿含經》卷第三十一記載：阿律樓陀曾在講堂上聽課睡著而遭佛陀斥責，阿律樓陀因此立誓不睡終致失明。
而由於失明之故，阿律樓陀無法自行穿針縫補衣服。有次阿律樓陀在自己的房間喊著：「有誰要修福報啊？來幫我穿針吧！」正巧路過的佛陀便聞聲前來。阿律樓陀認出佛陀的聲音後便惶恐又疑惑的問佛陀：「您的福份已經那麼深厚了，哪裡還會缺福報呢？」佛陀說：「福報哪有人會嫌多的呢？」也在此次的言談中，佛陀傳授阿律樓陀「樂見照明金剛三昧」之法，因此練就天眼神通。
佛陀曾說佛的聲聞弟子中阿律樓陀是天眼第一。阿律樓陀尊者修內觀而證得四果阿羅漢果。

## 巴利聖典的描述
阿律樓陀尊者在巴利聖典裡被描述為一位忠誠的比丘，在集會中常站在佛陀附近。有一次，當佛陀對僑賞彌（Kosambi）比丘的爭吵感到厭倦時，佛陀前往阿律樓陀處與他在一起。在有其他比丘在場中時，阿律樓陀尊者常是代表僧團回答佛陀的法義者。

## 佛滅後
當佛陀在拘斯那羅入滅時，阿律樓陀尊者亦在現場。他的責任是安慰在場的比丘，提示他們該隨法而行。